# بيرت دي جونغ
بيرت دي جونغ هو سياسي هولندي، ولد في 5 أغسطس 1945 في Westzaan ‏ في هولندا. نشط حزبياً في حزب النداء الديمقراطي المسيحي. وقد انتخب عضو مجلس الشيوخ في هولندا ‏ (8 يونيو 1999 – 15 يوليو 2000).